# 一萬日圓紙幣
一萬日圓紙幣是現時流通的日圓紙幣之一，由日本銀行發行，面額為10000日圓，為日本現在最大面值的紙幣。該紙幣由國立印刷局負責設計、印製，正面圖案印有幕末至大正初期著名實業家澀澤榮一的肖像；而反面則印有東京車站丸之內站房。除現行的F號以外，尚有C號券、D號券及E號券共計四種版本的一萬元券。

## C號券
- 面額：壹萬元（10000円）
- 正面：聖德太子[4]
- 背面：鳳凰圖[4]
- 尺寸：縱向84mm、橫向174mm[4]
- 發行起始日：1958年（昭和33年）12月1日[4]
- 發行終止日：1986年（昭和61年）1月4日[5]
- 有效貨幣

日本首度發行的一萬元紙幣，是日本戰後經濟奇蹟的象徵之一，消費活動大幅增長的代表性物品。
背面中央印有法隆寺夢殿的浮水印。

## D號券
- 面額：壹萬元（10000円）
- 正面：福澤諭吉[6]
- 背面：日本國鳥綠雉[6]
- 尺寸：縱向76mm、橫向160mm[6]
- 發行起始日：1984年（昭和59年）11月1日[6]
- 發行終止日：2007年（平成19年）4月2日[5]
- 有效貨幣

自本型券開始，人物部分改採文化人（藝術家、文學家、學者等）肖像，一萬元幣選用知名思想家、教育家福澤諭吉。其中福澤姓氏的部分使用的是文部省於1981年頒布的常用漢字表中的字，而不是常用漢字表選訂以前的舊字體字。同其它D號紙鈔，本券也採用了微型文字、變色墨水等防偽印刷技術。
初期流水號為黑色，隨著129億6千萬個編號用完，於1993年12月1日改為褐色印刷。其中褐色編號的紙幣因為適逢日本政府組織改造而有大藏省印刷局（1993年12月1日起）、財務省印刷局（2001年5月14日起）、國立印刷局（2003年7月1日起）等三種印製單位的差異。

## E號券
- 面額：壹萬元（10000円）
- 正面：福澤諭吉[11]
- 背面：平等院鳳凰堂的鳳凰像[11]
- 尺寸：縱向76mm、橫向160mm[11]
- 發行起始日：2004年（平成16年）11月1日[11]
- 發行中（停止印製，等待庫存發行完畢）
- 有效貨幣

除了沿用了D號券的福澤諭吉肖像以外，背面圖樣與等整體細節做了多處變更。經過D二千元券的試驗，本型券採用了更多的防偽技術，除變色墨水以外，D二千元券使用的技術都繼續沿用，並新增了條型水印技術（人物肖像的旁邊依面額會有不同數量的長條狀水印）、會依觀看角度顯示不同字樣的金屬防偽片、微型文字再追加了（「日本」的片假名）三字等等，發行印信的部分也使用了特殊墨水，若以紫外線光照射就會變色。
初期流水號以黑色印刷，2011年7月19日起改為褐色。

## F號券
- 面額：壹萬元（10000円）
- 正面：澀澤榮一[14]
- 背面：東京車站丸之內側站房[14]
- 尺寸：縱向76mm、橫向160mm[14]
- 發行起始日：2024年（令和6年）7月3日[15]
- 發行中
- 有效貨幣

2019年4月9日，日本副總理暨財務大臣麻生太郎於記者會上公佈新款日本銀行券的設計，其中一萬元紙鈔上的人物不再為連續使用兩代的福澤諭吉，改為幕末至大正初期活躍的武士（幕臣）、官僚、有「日本資本主義之父」之稱的實業家澀澤榮一（渋沢  栄一〔澁澤 榮一〕）；背面為東京車站丸之內口。為便於外籍人士快速辨識，紙幣的面額數字仿照歐元紙鈔加大。新款紙鈔於2024年7月3日發行。
在防偽技術方面，F號券引入了新的全像圖案技術，利用全息攝影的原理，在紙鈔正面最左側以全息圖像的方式將人物肖像印製在金屬防偽條上，隨觀察角度不同，肖像的角度會有對應的變化，此外還會顯現出櫻花、富士山等圖樣，以及面值"10000"的阿拉伯數字。浮水印的部分也作了加強，通過改進的造紙工藝，在常規的肖像水印的後方增加了細密的菱形背景紋路。過往使用的防偽技術也依然沿用，比如微型文字、發光油墨等等，只是數量上相比E號券較為削減，比如以凹版印製的微型文字削減到只有六處。發行銀行文字則由原本使用的「NIPPON GINKO」改為「BANK OF JAPAN」。流水號則由8位數字改為9位數字，格式為「AA000001AA」。
為提高視障人士的辨識度，在紙鈔正面的左右邊界均有以深凹版印刷的11條斜線圖樣；此外，由於浮水印圖案需要覆蓋一層透明保護膜，為了更容易與其他面額的紙鈔區分，F號一萬元券的防護膜特意設計成正圓形，以和其他紙鈔作出明顯區分。
尺寸方面沒有變更，以免因為自動機器（如自動售貨機、自動收銀機、自動櫃員機等等）的修改消耗大量社會成本；同時也是因為如此，才會提前五年宣布改版，給自動機器的修改留出足夠的時間。

## 未發行的更高額紙幣
- D號五萬元券、D號十萬元券：正面肖像使用野口英世與聖德太子的肖像，但是因為沒有使用需求，在D號券發行計畫的審議階段就被終止。[20]

## 其他相關
- 相比其他紙幣，萬元紙幣的紙張用料額外採用了結香、馬尼拉麻蕉等的纖維，使原紙更為堅韌耐磨，市場上流通的一萬元紙鈔平均可以使用4~5年才需汰換（千元與五千元鈔的平均使用壽命是1~2年）。國立印刷局以契約收購的方式在島根縣、岡山縣、高知縣、德島縣、愛媛縣、山口縣等六個縣生產造幣用結香纖維。每年結香的收購價格由除山口以外五個縣的生產者協會輪流與國立印刷局交涉決定[21][22]。不過因為種植的農民年事漸長，種植面積及產量從2005年之後逐年減少[23]，國立印刷局逐漸改從尼泊爾與中國大陸進口，據2016年統計，進口比例已達九成[24]。
- 歷代三種萬元鈔都是以茶色為主要色調。
- 由於連續兩代都使用福澤諭吉作為正面肖像，因此民間常將一萬元紙鈔暱稱為「諭吉」，有時會用加上人數的方式暗喻金額，例如「諭吉3人」等於三萬元、「諭吉5人」等於五萬元等等，以此類推。